# Resolutie 1127 Veiligheidsraad Verenigde Naties
Resolutie 1127 van de Veiligheidsraad van de Verenigde Naties, een resolutie over Angola, werd unaniem door de VN-Veiligheidsraad aangenomen op 28 augustus 1997, en voerde reisbeperkingen in tegen de rebellenbeweging UNITA.

## Achtergrond
Nadat Angola in 1975 onafhankelijk was geworden van Portugal keerden de verschillende onafhankelijkheidsbewegingen zich tegen elkaar om de macht. Onder meer Zuid-Afrika en Cuba bemoeiden zich in de burgeroorlog, tot ze zich in 1988 terugtrokken. De VN-missie UNAVEM I zag toe op het vertrek van de Cubanen. Een staakt-het-vuren volgde in 1990, en hiervoor werd de UNAVEM II-missie gestuurd. In 1991 werden akkoorden gesloten om democratische verkiezingen te houden die eveneens door UNAVEM II zouden worden waargenomen.

## Inhoud

### Waarnemingen
Er werd al gesproken om maatregelen te nemen tegen UNITA. Angola en vooral UNITA moesten nu onverwijld het vredesakkoord uitvoeren. Het vredesproces had te kampen met ernstige problemen door vooral vertragingen te wijten aan UNITA. De Veiligheidsraad betreurde dat die organisatie haar verplichtingen onder het vredesakkoord niet nakwam.

### Handelingen

#### A
De Raad eiste dat UNITA die verplichtingen alsnog volledig nakwam en zich onthield van acties die konden leiden tot nieuw geweld. Zo moesten haar troepen gedemobiliseerd worden, haar radiostation onpartijdig gemaakt en het gezag van de staat uitgebreid tot in de door haar gecontroleerde streken. Ten slotte moest UNITA onmiddellijk juiste en volledige informatie verschaffen over de sterkte van haar strijdkrachten.

#### B
Alle landen moesten volgende maatregelen nemen:
a. Verbieden dat UNITA-functionarissen of hun directe familie hun grondgebied betraden, tenzij diegenen die noodzakelijk waren voor het functioneren van de Angolese regering van nationale eenheid en verzoening,
b. Alle reisdocumenten, visa of verblijfsvergunningen aan hen uitgereikt annuleren,
c. Alle UNITA-kantoren op hun grondgebied sluiten,
d. Vluchten, de levering van vliegtuigonderdelen en de verzekering van vliegtuigen van of naar plaatsen in Angola die niet op een door Angola te verschaffen lijst voorkomen verbieden.
Ook werd bij alle landen en regionale organisaties aangedrongen geen functionarissen of delegaties meer naar UNITA's hoofdkwartier te laten reizen.
Deze maatregelen zouden van kracht worden op 30 september tenzij intussen anders werd beslist. Vervolgens moest secretaris-generaal Kofi Annan tegen 20 oktober en vervolgens om de negentig dagen rapporteren over de naleving van UNITA's verplichtingen. Werden die niet nageleefd, dan konden ook handels- en financiële beperkingen volgen.

#### C
De Raad eiste verder dat Angola en specifiek UNITA verder meewerkten met MONUA, diens verificatie-activiteiten ongemoeid lieten en geen nieuwe mijnen legden. Ook steunde de Raad aanbeveling van de secretaris-generaal om terugtrekking van de militaire VN-eenheden op te schorten tot eind oktober. Ten slotte werd gedacht dat een topontmoeting tussen de president van Angola en de leider van UNITA de spanningen kon doen afnemen.

## Verwante resoluties
- Resolutie 1106 Veiligheidsraad Verenigde Naties
- Resolutie 1118 Veiligheidsraad Verenigde Naties
- Resolutie 1130 Veiligheidsraad Verenigde Naties
- Resolutie 1135 Veiligheidsraad Verenigde Naties

Lijst ·  1093 ·  1094 ·  1095 ·  1096 ·  1097 ·  1098 ·  1099 ·  1100 ·  1101 ·  1102 ·  1103 ·  1104 ·  1105 ·  1106 ·  1107 ·  1108 ·  1109 ·  1110 ·  1111 ·  1112 ·  1113 ·  1114 ·  1115 ·  1116 ·  1117 ·  1118 ·  1119 ·  1120 ·  1121 ·  1122 ·  1123 ·  1124 ·  1125 ·  1126 ·  1127 ·  1128 ·  1129 ·  1130 ·  1131 ·  1132 ·  1133 ·  1134 ·  1135 ·  1136 ·  1137 ·  1138 ·  1139 ·  1140 ·  1141 ·  1142 ·  1143 ·  1144 ·  1145 ·  1146